# Канадско-новозеландские отношения
Канадско-новозеландские отношения — двусторонние дипломатические отношения между Канадой и Новой Зеландией. 

## История
Между странами сложились тесные и дружественные отношения. Торговым отношениям между этими странами более ста лет, а официальные дипломатические связи были установлены в 1943 году. Новозеландские и канадские вооружённые силы сражались на одной стороне в двух мировых войнах, Корейской войне и войне в Персидском заливе. В 2001 году Новая Зеландия и Канада приняли участие во вторжении в Афганистан на стороне Международных сил содействия безопасности.

## Торговля
В 2014 году объем товарооборота между двумя странами составил сумму чуть более 1 миллиарда долларов США. Экспорт Канады в Новую Зеландию: машины, удобрения, изделий из древесины, авиационные запчасти (на сумму 414 300 000 долларов США). Экспорт Новой Зеландии в Канаду: мясо (в основном баранина и говядина), напитки (в основном вино), а также технические устройства (на сумму 613 900 000 долларов США).